# 千葉朝鮮初中級学校

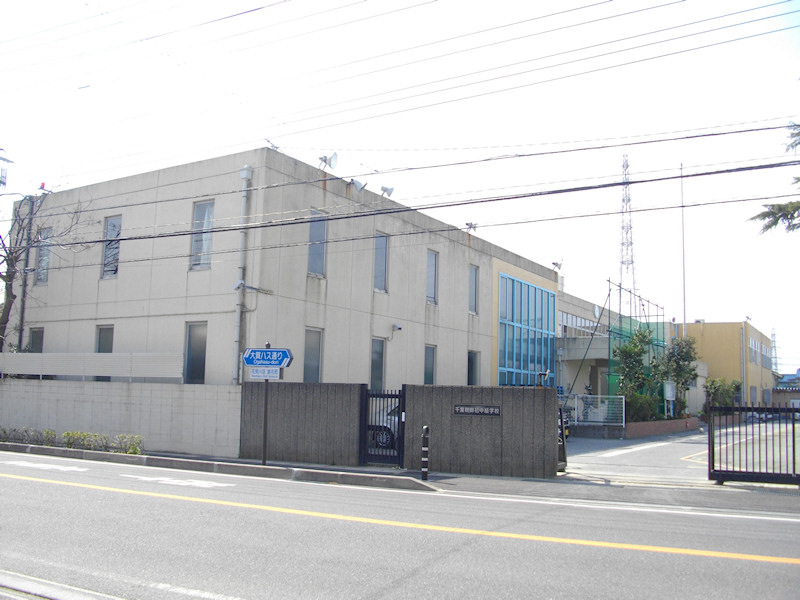
校舎

千葉朝鮮初中級学校（ちばちょうせんしょちゅうきゅうがっこう、지바조선초중급학교）は、学校法人千葉朝鮮学園が運営する千葉県千葉市花見川区にある朝鮮学校。
日本の小中学校に相当する教育を行っている各種学校（非一条校）である。

## 沿革
- 1945年〜1949年 - 国語講習所、朝連学院と発展し朝鮮学校閉鎖令により民族学級化
- 1951年 - 千葉朝鮮人小学校となる
- 1955年 - 千葉朝鮮初級学校となる
- 1956年 - 中級部を設置し千葉朝鮮初中級学校と改称
- 1962年 - 船橋朝鮮初級学校を統合

## 学科
- 中級部
- 初級部

## 出身者
- 滝浪愛（李慶愛、이경애、プロゴルファー）

## 生徒数
- 2015年4月の時点で81名[1]
- 2025年2月の時点で30名[2]

## 所在地
- 〒262-0024 千葉県千葉市花見川区浪花町965

※最寄り駅は、京成千葉線検見川駅またはJR総武線新検見川駅。

## その他
2014年4月21日、千葉市より補助金を受ける見込みである事が明らかになっている。(千葉市、朝鮮学校に補助金50万円 「学芸会は地域行事」)

## リンク
- 千葉朝鮮初中級学校

座標: 北緯35度39分27.9秒 東経140度4分7秒 / 北緯35.657750度 東経140.06861度